# Jiří Mráz (voják)
Jiří Mráz (23. března 1922 – 20. února 2024) byl československý veterán z druhé světové války.

## Život
Jiří Mráz se narodil 23. března 1922 v Chocni. Kvůli německé okupaci v březnu 1939 ale nestihl odmaturovat. Z okupovaného Protektorátu Čech a Moravy se mu s pomocí otce podařilo utéct vlakem do Anglie, kde si dokončil vzdělání a nastoupil na univerzitu. Do československé zahraniční armády byl odveden počátkem srpna 1943. Vzápětí byl však přijat do RAF a začátkem roku 1944 nastoupil jako mechanik k 310. československé stíhací peruti. Krátce nato začal sloužit u britského 130. průzkumného křídla, se kterým se zúčastnil vylodění v Normandii. Na konci války byl také nasazen ve Francii a Nizozemsku. Po válce se vrátil do Československa a shledal se s rodinou. Ta však konfiskací po únoru 1948 přišla o majetek. V roce 1967 Mráz s rodinou na vízum vycestoval do Švýcarska, odkud emigroval do Spojených států. Zemřel 20. února 2024 ve věku 101 let jako jeden z posledních československých účastníků západní fronty během druhé světové války.